# Vasaloppet USA
Vasaloppet USA är en längdskidåkningstävling i trakterna kring Mora i delstaten Minnesota i USA, som hade premiär 1973, och körs i februari varje år. Huvudloppet är 58 kilometer långt, och tävlingens namn har hämtats efter inspirationer från Vasaloppet i Sverige.
Loppet börjar norr om Warman vid Highway 65 och målet är i Mora. Längs sträckan finns flera statyer som har koppling till Dalarna. En skulptur i metall har namnet Ole. Vid Kanabec County Courthouse som är uppförd i svensk stil står en 7,6 meter hög replik av en Dalahäst. I en park i Mora står ett nästan 12 meter högt klocktorn och klockorna spelar efter löparnas målgång. Nästan bredvid finns skulpturen Kranskulla. Tävlingens kontor är inrättad i en gammal järnvägsbyggnad. På andra sidan gatan står en 6 meter hög klocka som uppfördes 1993.
Loppet har ställts in flera gånger, senast år 2024 på grund av för varmt väder.

### Fotnoter
1. ↑  ”Mora Minnesota Vasaloppet 2013” (på engelska). Nordstjernan. 11 mars 2013. Arkiverad från originalet den 27 juni 2013. https://web.archive.org/web/20130627184020/http://nordstjernan.com/local_news/midwest/5278/. Läst 26 juli 2013.
2. ↑  Winquist, Alan H. (2009). ”Mora”. Touring Swedish America. Minnesota Historical Society. sid. 228−229
3. ↑  ”2024 Vasaloppet USA Race Canceled” (på engelska). https://vasaloppet.us/2024/02/2024-vasaloppet-usa-race-updates/. Läst 2 mars 2024.